# Alejandro Schmidt
Alejandro Schmidt (n. Villa María, Córdoba; 3 de mayo de 1955. f. 3 de febrero de 2021) fue un poeta, editor y periodista cultural argentino.
A partir de 1982 fundó y dirigió diversas revistas literarias, como Luna Quemada, Huérfanos, El Gran dragón rojo y La mujer vestida de sol. Entre 1990 y 2007 dirigió la Editorial Radamanto en la cual se editaron plaquetas, folletos y libros dedicados a la poesía argentina y la colección de carpetas Alguien Llama. Desde la década del ’80 colaboró con más de un millar de artículos en diarios de su ciudad y el país.
A modo de libros, plaquetas, folletos y cuadernillos publicó más de 50 textos de poesía. Integra más de 50 antologías del país , América Latina y Europa. Fragmentos de su obra fueron traducidos al inglés, alemán, italiano, francés, portugués, catalán y rumano. Dos de sus libros fueron transcriptos al sistema Braille. Fragmentos de su obra poética fueron utilizados para videos y como guiones de obras de teatro representadas en Córdoba y Buenos Aires. En 2019 se estrenó en el Teatro María Castaña de Córdoba Capital su obra Tres Mujeres. Colaboró con publicaciones de Uruguay, Chile, Brasil, Perú, Ecuador, Colombia, Venezuela, Cuba, Costa Rica, Puerto Rico, México, Estados Unidos, Canadá, España, Italia, Alemania, Austria, Rumania, etc. Dirigió colecciones de poesía para las editoriales Recovecos y Buena Vista de la Ciudad de Córdoba.

## Publicaciones en libros
→Tajo en la piedra: (Poesía) - (junto a Omar Dagatti) - Edición de Autor - Córdoba - 1984.
→Elegías y epitafios: (Poesía) - Edición de Autor - Villa María - Primera Edición: abril de 1985 - Ilustrado por Roberto Babalfi (tapa-montaje fotográfico)→Reeditado:1985.
→Serie Americana: ( Poesía ) - Edición de Autor - Villa María- 1988 - Ilustrado por Roberto Babalfi (tapa-montaje fotográfico) –
Reeditado (edición corregida)- Ediciones       Recovecos- Ciudad de Córdoba – 2008 - Prólogo Carlos Schilling – ISBN 978-987-1414-17-8.
→Dormida, Muerta o Hechizada: (Poesía) - Ediciones Radamanto - Villa María - 1991 - Ilustrado por Mario Rulloni (tapa –tinta).
→Blanchard o el Aciago Destino :( Ensayo ) - Ediciones Correo Latino - Artículo contenido en la edición colectiva titulada Los Libros del Libro - Buenos Aires - 1992.    
→Notas de una Biografía Perdida: ( Poesía ) - Ediciones El Heresiarca & Cía - Libro contenido en la edición colectiva titulada Desfile de Monstruos - Rosario - 1993 - Ilustrado por Gerardo Ferrarotti (Tapa-tinta);ilustraciones interiores, grabados extraídos de Historia Animalium de Konrad Gesner (Zúrich, de 1551 a 1558).
→El Diablo entre las Rosas: (Poesía) - Editorial Libros del Empedrado - Buenos Aires - 1996 - I S B N : 950-736-018-2 
Reeditado como libro electrónico por Nostromo Ediciones – Buenos Aires – https://web.archive.org/web/20091026235717/http://geocities.com/nostromo_editores/ →Reeditado como libro-caja en edición artesanal de Nostromo Ediciones- 2006 – Buenos Aires.
→En un puño oscuro: (Poesía) - Ediciones Radamanto - Villa María - 1998 - 2.ª Edición corregida - Editorial Universitaria de Villa María (Eduvim) - Colección Lengua Viva - 2017 - Texto contratapa de Jorge Aulicino - Foto solapa de Julio César Audisio - ISBN 978-987-699-445-3.
→Como una palabra que pudiste decir: (Poesía) -Ediciones Radamanto - Villa María - 1998.
→El patronato: (Poesía) – llanto de mudo ediciones – Ciudad de Córdoba – 2000 – Ilustrado por Federico Rübenacker (tapa e interiores-técnica tinta).
→Silencio al fondo: (Poesía) –Ediciones Salido – Ediciones Radamanto - Ciudad de Junín – Pcia de Buenos Aires – 2000 – ISBN 950-99078-5-5.
→Esquina del universo: (Poesía) – Alción Editora – Ciudad de Córdoba – 2001 – Motivo de tapa: Holkham, Norfolk, 1939, por John Piper.-I S B N.-950-9402-60-5-0
Este libro fue seleccionado para el Plan de Promoción de Literatura Argentina de la Secretaría de Cultura y Medios de Comunicación de la Presidencia de la Nación.→Este texto fue reproducido íntegramente en la revista digital La papa de Grippo-Córdoba-Otoño 2002.→Este texto fue trascripto íntegramente al sistema Braille; edición Biblioteca Municipal y Popular Mariano Moreno, 2002 – Villa María.
→Oscuras ramas: (Poesía) - Ediciones Radamanto – Villa María – 2003- Ilustración tapa reproducción de Las manos (1939) tinta, Fernand Léger.
Este texto fue trascripto íntegramente al sistema Braille, edición Biblioteca Municipal y Popular Mariano Moreno, 2003-Villa María.
→La vida milagrosa: (Poesía)-Ediciones Recovecos- Ciudad de Córdoba- 2005- Foto de portada: Tomás Barceló Cuesta-ISBN 987-22354-0-6.
→Llegado así: (Poesía)-Ediciones Recovecos- Ciudad de Córdoba- 2005 - Foto de portada: Tomás Barceló Cuesta –ISBN 987-22354-0-6.
→Casa en la arena: (Poesía)-Ediciones Recovecos - Ciudad de Córdoba - 2006 - Diseño de portada Marcos Rostagno - Foto contratapa Tomás Barceló Cuesta.
ISBN 987-22354-7-3 .ISBN 978-987-22354-7-5 →Este libro mereció Mención en el Premio Alberto Burnichón (Auspiciado por la Municipalidad de Córdoba) al Libro mejor editado en Córdoba durante el bienio 2006/2007.
→Mamá: (Poesía) – Ediciones Recovecos – Ciudad de Córdoba – 2007- Diseños de portada Claudia Supertino-Foto contratapa Tomás Barceló Cuesta – ISBN 978-987-23188-9-5.
→Escuela Industrial: (Poesía) Segunda edición aumentada y corregida – Ediciones Recovecos – Ciudad de Córdoba - 2008 – Foto solapa Julio César Audisio – Prólogo María Teresa Andruetto – ISBN 978-987-1414-21-5.
→Videla: (Poesía) - Ediciones Recovecos - Ciudad de Córdoba - 2009 - Diseño editorial: Darío Peñaloza – Foto contratapa: Julio César Audisio - ISBN 978-987-1414-31-4.
→60 poemas breves: (Poesía)- Ediciones Recovecos – Ciudad de Córdoba – 2009 – Diseño editorial: Darío Peñaloza – Foto contratapa: Tomás Barceló Cuesta.
ISBN 978-987-1414-32-1.
→Átomos: (Poesía)- Ediciones CILC (Casi incendio la casa) – Ciudad de Buenos Aires – 2009.
→Árbol viudo: (Poesía) – Ediciones Cartografías – Ciudad de Río Cuarto – Provincia de Córdoba – 2011 – Texto de contratapa: Pablo Dema – ISBN 978-987-1685-10-3 - 2.ª Edición Agosto 2018 Ediciones Cartografías. 
→Verdad de lo evidente: (Poesía) – Ediciones Cartografías – Ciudad de Río Cuarto – 2011 – Texto contratapa: Pablo Dema – ISBN 978-987-1685-11-0 - 2.ª Edición Agosto 2018 Ediciones Cartografías.  
→Tú: (Poesía) – Ediciones Cartografías – Ciudad de Río Cuarto – Provincia de Córdoba – 2011 – Texto contratapa: Pablo Dema – ISBN 978-987-1685-09-7 - 2.ª Edición Agosto 2018 Ediciones Cartografías.
→Una sombra llena de perros: (Poesía) - Ediciones textos de cartón - Ciudad de Córdoba - 2012 - 2° Edición corregida y aumentada, Editorial Postales Japonesas - Ciudad de Córdoba - 2015 - ISBN 978-987-45682-2-9.
→Nace tu lámpara: (Poesía) - Ediciones Cartografías – Ciudad de Río Cuarto – Provincia de Córdoba – 2012 – Texto contratapa: José Di Marco - ISBN 978-987-1685-16-5.
→Mi metafísica: (Poesía) - Ediciones Cartografías – Ciudad de Río Cuarto – Provincia de Córdoba – 2012 – Texto contratapa: Luis Benítez - ISBN 978-987-1685-17-2.
→Romper la vida - Antología Existencial : (Poesía) - Editorial Nudista - Ciudad de Cosquín - Provincia de Córdoba - 2013 - Prólogo Irene Gruss - Fotografía y Dirección de arte Juan Cruz Sánchez Delgado - ISBN 978-987-1959-16-7.
→La impropiedad: (Poesía) - Editorial Gráfica 29 de mayo / Pan comido ediciones - Ciudad de Córdoba -2013 - Fotografía de tapa Elsa Torres - ISBN 978-987-45146-1-5.
→La dificultad y otros libros - Antología Inédita 2004-2015: (Poesía) - Editorial Recovecos - Ciudad de Córdoba -2015 - ISBN 978-987-1963-58-4.
→Cercas en la nieve: (Ensayo) - Artículo contenido en "Vendrá la muerte y tendrá tus ojos" (Diez miradas diversas sobre poesía y muerte - Ediciones Ruinas Circulares - Buenos Aires - 2015) - ISBN 978-987-3613-46-3.
→Otros rayos: (Poesía) - Borde perdido editora - Ciudad de Córdoba - 2016 - ISBN 978-987-3942-09-9.
→Visita del fantasma: (Poesía) - Buena Vista Editores - Ciudad de Córdoba - 2017 - ISBN 978-987-1467-71-6.
→Nombrar: (Poesía) - Caleta Olivia - Texto contratapa: María Julia Magistratti - Ciudad de Buenos Aires - 2017 - ISBN 978-987-46640-0-6.
→El Ángel Dijo Sí: (Poesía) - Buena Vista Editora - Texto Contratapa: Luis Benítez - Ciudad de Córdoba - 2018 -  ISBN 978-987-1467-95-2.
→La Espina del Faraón: (Poesía) - Buena Vista Editora - Texto Contratapa: Daniel Freidemberg - Ciudad de Córdoba - 2018 - ISBN 978-987-1467-94-5.
→Cerca de Nada: (Poesía) - Ediciones Cartografías  - Texto Contratapa: María del Carmen Marengo - Ciudad de Río Cuarto, Provincia de Córdoba - 2019 -
ISBN 978-987-1685-46-2.
→Alejandro Schmidt:(Poesía) - Colección 55..65 - Hilos Editora - Dirección María Mascheroni, Teresa Arijón - 33 páginas - Ciudad Autónoma de Buenos Aires - 2019 - ISBN 978-987-3698-18-7
→Lejos de todo:(Poesía) - Aguacero Ediciones- 60 -  Ciudad Autónoma de Buenos Aires - Otoño 2019 - ISBN 978-987-86-0352-0
→El espacio intermedio:(Poesía) - Editorial Cartografías ´- 156 páginas - 500 ejemplares - Texto de contratapa: Jose Di Marco - Ilustración de tapa: Rocio Toledo  - Ciudad de Río Cuarto, Provincia de Córdoba - 2019 - ISBN 978-987-1685-50-9
→ Problemas con la vida (Poesía) - Editorial Cartografías - 191 páginas - Texto de contratapa: Javier Magistris - Ilustración de tapa: Rocío Toledo - Ciudad de Río Cuarto. Provincia de Córdoba - 2020 - ISBN 978-987-1685-57-8
→ Sissí (Poesía) - 2021 (libro póstumo) - Editorial El elefante negro (al cuidado de Patricia Mónica Verón) - 40 páginas - Ilustración de tapa: Andrea Torchetti - Ciudad de San Justo, provincia de Buenos Aires - ISBN 978-987-86-8792-6
→ Comienza su secreto (Poesía) - 2022 (libro póstumo) - Editorial Apócrifa (al cuidado de Darío Falconi y Virginia Ventura) - 104 páginas - Ilustración de tapa: Alejandra Alesso, texto de contratapa de Juan Pablo Abraham - Villa María, Córdoba, Argentina- ISBN 978-987-48609-2-7.
Este libro obtuvo la Mención de Honor en el Premio Alberto Burnichon al Mejor Libro Editado en Córdoba 2021-2022. 

## Publicaciones en plaquetas y folletos
→Clave menor: (junto a Tessie Ricci) (Poesía)- Edición de Autor - Villa María - 1983.
→Las Bienaventuranzas: (Poesía) Edición de Autor - Villa María - 1983. 
→Arder: Editorial La Pared (Poesía) - Villa María - 1991 - -Ilustrado por Juan José Massafra (tapa-técnica tinta).
→El Muerto: Editorial La Pared (Poesía)- Villa María - 1991 - Ilustrado por Juan José Massafra (tapa-técnica tinta).
→Escuela Industrial: (Poesía) - Gato Bernaus Ediciones - Villa María - 1996 - Ilustrado por Marcela Conci (tapa-técnica tinta).
→Rumor de tu presencia: (Poesía)- Colección de Poesía La Chuña – Salta- 2007 – Selección, diseño e ilustración de tapa Mercedes Saravia.
→Tres Mujeres: (Prosa)- Editorial Bibliomancia – Ciudad de Neuquén- 2017. 
→Entre los Muertos: Ediciones El Gusano Vencedor – (Poesía) Ciudad de Córdoba - 1995. 
→La Noche Volverá: Ediciones El Heresiarca & Cía - Colección Alcoholes N.º 2 (Poesía) - Rosario - 1996.
→Yo no quiero más luz que tu cuerpo ante el mío: (junto a Amaro Nay y Eduardo Dalter)
Ediciones El Gusano Vencedor (Poesía)- Ciudad de Córdoba - 1996.
→Fumaba Oro: Ediciones Mínimos del Deseo (Poesía)- Junín - Pcia de Buenos Aires - 1997.
→La Virgen mojada: Plaquetas del Herrero (Poesía) – Ilustrada por Carlitos Wiss-Villa María - Córdoba - 1998.
→24 de marzo de 1976: Colección Pase Magnético (Poesía) – Ilustrada por Carlitos Wiss – Villa María – Córdoba – 1999.
→Manual de respiración: Colección Pase Magnético – (Poesía) Ilustrada por Carlitos Wiss – Villa María – Córdoba – 1999.
→Eternamenem: Colección Pase Magnético (Poesía) – Ilustrada por Carlitos Wiss – Villa María – Córdoba – 1999.
→El niño del dolor: Ediciones Llanto de Mudo (Poesía) – Ilustrada por Federico Rübenacker – Ciudad de Córdoba – 1999.

## Publicaciones en antologías literarias
Fue publicado entre otras, en estas antologías literarias:
→Anuario de Poetas Argentinos - Selección 1989: Ediciones del Dock - Jurado integrado por: Joaquín Giannuzzi - Francisco Madariaga - Cristina Piña - Buenos Aires - 1990.
→Poesía Argentina de Fin de Siglo: Editorial Vinciguerra - Selección Lidia Vinciguerra- Estudio Preliminar y Comentarios sobre autores incluidos: Antonio Aliberti - 4 tomos - Buenos Aires - 1997 - I S B N: tono I: 950-843-295-0, tomo II: 950-843-292-6, tomo III: 950-843-293-4, tomo IV: 950-843-294-2.
→Entre la Utopía y el Compromiso: Editorial Catálogos - Selección y Prólogo Antonio Aliberti y Amadeo Gravino - Buenos Aires - 1997 - I S B N: 950-895-034 – x. 
→Como ángeles que cantan desde adentro: Algunas aladas voces cordobesas-Selección José Guillermo Vargas –Ediciones Maribelina –Casa del Poeta Peruano-Lima-Perú- 2001.
→Una antología de la poesía argentina (1970-2008) – Selección, prólogo y notas Jorge Fondebrider - LOM Ediciones – Santiago de Chile – Chile - 2008 – ISBN 978-956-00-0004-0.
→La poesía del siglo XX en Argentina – Antología – Edición de Marta Ferrari – La estafeta del viento- Colección Visor de Poesía – Madrid – 2010 – ISBN 978-84-9895-043-4.
→Poésie récente d´Argentine. Une anthologie possible: (Antología de poesía) - Préface de Bernardo Schiavetta - Introduction Jorge Fondebrider - Reflet de Lettres, Abra Pampa Éditions - París, Francia - 2013 - ISBN 979-10-91897-01-3.
→Poesía de pensamiento - Una antología de poesía argentina - Ensayo preliminar de Osvaldo Picardo - Editorial Endymion - Madrid, España - 2015 - ISBN 978-84-7731-581-0.
→The Other Tiger - Recent Poetry from Latin America  - Selected and translated by Richard Gwyn - Seren - Poetry Wales Press Ltd - 2016 - ISBN 978-1-78172-334-0.

## Tarea editorial
Fundó y dirigió las siguientes Revistas Literarias:
→LUNA QUEMADA: 
Cinco números editados entre agosto de 1982 y febrero de 1983. Villa María - Pcia de Córdoba.  
→HUÉRFANOS:
Tres números editados entre julio de 1984 y febrero de 1985. Villa María - Pcia de Córdoba.
→EL GRAN DRAGÓN ROJO Y LA MUJER VESTIDA DE SOL:
Quince números editados entre mayo de 1987 y octubre de 1991. Villa María - Pcia de Córdoba - 
Fue una revista de carácter nacional e internacional que mereciera el reconocimiento a la revista de Más Alto Nivel Intelectual en el Concurso Internacional de Revistas, Organizado por la Municipalidad de Inriville (Pcia de Córdoba) en mayo de 1992.
Valorada en los textos: Treinta años de Revistas Literarias (1960-1989), de José M. Otero, editado en Capital Federal por Catedral al Sur, diciembre de 1990.
Revistas Literarias Argentinas 1960-1990, de Nélida Salvador Miryam Gover de Nasatsky y Elena Ardissone. Editorial Fundación Inca y Fondo Nacional de las Artes. Capital Federal, enero de 1997.
Historia de la Literatura Villamariense y Villa María: 100 años de Literatura. De los autores: Dolly Pagani, Bernardino Calvo y Olga Fernández Nuñez de Olcelli. Editados por la Municipalidad de la ciudad de Villa María, junio de 1991 y agosto de 1993 respectivamente. - 
Integra el catálogo Encuentro de Publicaciones Culturales 1980-2002, edición Biblioteca Municipal y Popular Mariano Moreno-Villa María-abril de 2002-
Esta publicación ha merecido difusión y excelentes críticas en más de un centenar de medios del país y el exterior.
Entre 1990 y 2007 dirigió la EDITORIAL RADAMANTO, la cual consta de las siguientes colecciones:
→ALGUIEN LLAMA -Carpetas y Cuadernos de Poesía Argentina:
El primer número se editó en mayo de 1992 y lleva dieciocho números editados hasta el momento de la presente recensión.
Villa María - Pcia de Córdoba.
Esta publicación es de carácter Nacional e Internacional y ha merecido excelentes críticas y difusión dentro y fuera del país.
Valorada en: Hacer el Verso – Marcelo Di Marco – Editorial Sudamericana – Capital Federal – junio de 1999 – ISBN 950-07-1624 - 0
Valorada en: Primer Catálogo de Revistas Culturales de la Argentina –Ediciones Revista Cultural-Segunda Época-Buenos Aires-2001-Con el auspicio de la Secretaría de Cultura y Comunicación de la Nación - Escuela de Administración Cultural-Asociación de Revistas Culturales Argentinas-Federación Iberoamericana de Revistas Culturales- Gonzalo Villar-Capital Federal –2001
Integra el catálogo Encuentro de Publicaciones Culturales 1980-2002, edición Biblioteca Municipal y Popular Mariano Moreno-Villa María-abril de 2002-
→PALABRA SOLA - Pliegos de Poesía Mural:
El primer pliego se editó en junio de 1994 y lleva veintitrés números editados hasta el momento de la presente recensión.
→PLAQUETAS DEL HERRERO:
La primera Plaqueta se editó en febrero de 1995 y lleva veintiséis números editados hasta el momento de la presente recensión. Incluye autores del país e Hispanoamérica.

## Premios y menciones
Mereció, entre otros premios:
→Premio Municipal de la Ciudad de Villa María - 1982 - Pcia de Córdoba. 
→Primer Premio Concurso Provincial - Festival de Peñas - Villa María - 1988- Pcia de Córdoba. 
→Premio Selección Concurso Nacional Ediciones del Dock - Jurado : Joaquín Giannuzzi, Francisco Madariaga, Cristina Piña - 1990 -Capital Federal. 
→Primer Premio Selección - Primer Concurso Nacional de Poesía - Asociación de Escritores Argentinos ( A. D .E .A: ) -1990 - Mendoza. 
→Primer Premio Municipal de Villa María -1992 - Pcia de Córdoba.
→Mención de Honor por el Libro Dormida, Muerta o Hechizada en el Primer Concurso Nacional Carlos Alberto Débole - 1993 - San Antonio de Padua - Pcia de Buenos Aires. 
→Tercer Premio - Mención de Honor - Concurso “ Ricardo Molinari” de Video-Poema - 23º Exposición Feria Internacional de Buenos Aires - El Libro del Autor al Lector - Fundación El Libro - Buenos Aires - 1997. 
→Premio Alberto Burnichon Editor al libro mejor editado en Córdoba por El libro de las dos versiones de Edith Vera -Ediciones Radamanto -Diploma de Honor -Feria del Libro - Córdoba –1998.
→Mención de Honor - IX Bienal Internacional de Poesía – Revista Correo de la Poesía – Academia Iberoamericana de Poesía – Capítulo de Valparaíso – Chile – 1999.

## Estudios críticos
Perro de Dios. Diez años en la poética de Alejandro Schmidt, de Elena Anníbali y Leticia Ressia, Villa María: Eduvin, 2020, ISBN 978-987-707-1856